# Долькур
Дольку́р (фр. Dolcourt) — коммуна во французском департаменте Мёрт и Мозель региона Лотарингия. Относится к  кантону Коломбе-ле-Бель.	

## География
Долькур расположен в 28 км к юго-западу от Нанси. Соседние коммуны: Селенкур и Крепе на севере, Говиллер и Витре на востоке, Лалёф и Желокур на юге, Фавьер и Соксеротт на юго-западе.

## Демография
Население коммуны на 2010 год составляло 92 человека.
| 1962 | 1968 | 1975 | 1982 | 1990 | 1999 | 2010 |
| ---- | ---- | ---- | ---- | ---- | ---- | ---- |
| 90   | 87   | 66   | 78   | 83   | 92   | 92   |

## Достопримечательности
- Памятник павшим расположен на вершине коммуны.